# Fernando Curutchet
Fernando Darío Curutchet Godoy (6 de octubre de 1960, Nueva Helvecia, Colonia, Uruguay) es un exjugador y entrenador uruguayo de fútbol. Actualmente trabaja como coordinador de las divisiones formativas del Club Nacional de Football.

## Trayectoria

### Como jugador
Fernando Curutchet inició su carrera como futbolista profesional en las divisiones menores del Defensor Sporting de Montevideo, con el cual debutó en 1977 y donde jugó por 5 años. Entre 1982 y 1985 integró varios equipos uruguayos pequeños: el Colón F.C. (1982), Miramar Misiones (1983 y 1984) y el C.S. Cerrito (1985).
En 1986 emigró a Centroamérica, zona donde hizo una prolongada carrera. Allí pasó sus mejores temporadas como jugador y fue muy reconocido. Jugó con los equipos Cartaginés de Costa Rica; ADET de El Salvador; Galcasa, Juventud Retalteca, Bandegua y Xelajú de Guatemala. Después de 12 años viviendo en ese último país, decidió regresar a Uruguay en 2001 para dedicarse a su trabajo como entrenador.

### Como entrenador
Durante varios años se encargó de los juveniles en Defensor SC. Entre 2009 y 2011 dirigió las categorías Sub-19 y Sub-23 del Al-Nassr de Arabia Saudita.
En el 2012 regresó al Defensor Sporting, con el cual llegó a la final de la Copa Libertadores Sub-20 y la perdió ante River Plate. Curutchet posteriormente se convirtió en el reemplazante del entonces entrenador del primer equipo, Tabaré Silva.
Con este club alcanzó las semifinales de la Copa Libertadores 2014, donde fue eliminado por el Nacional de Paraguay, siendo el tercer mejor equipo de América en ese torneo. Sin embargo, renunció al final de la temporada ante los malos resultados obtenidos.

## Clubes

### Como jugador
| Club               | País        | Año       |
| ------------------ | ----------- | --------- |
| Defensor Sporting  | Uruguay     | 1977-1981 |
| Colón              | Uruguay     | 1982      |
| Miramar Misiones   | Uruguay     | 1983-1984 |
| Cerrito            | Uruguay     | 1985      |
| Cartaginés         | Costa Rica  | 1986-1987 |
| Galcasa            | Guatemala   | 1988      |
| ADET               | El Salvador | 1988      |
| Juventud Retalteca | Guatemala   | 1989-1992 |
| Bandegua           | Guatemala   | 1993      |
| Xelajú             | Guatemala   | 1993      |

### Coordinador en formativas
| Club     | País    | Año           |
| -------- | ------- | ------------- |
| Peñarol  | Uruguay | 2015-2021     |
| Nacional | Uruguay | 2021-Presente |

### Como entrenador
| Club              | País          | Año           | PJ | PG | PE | PP | GF | GC | DG  | Efect. |
| ----------------- | ------------- | ------------- | -- | -- | -- | -- | -- | -- | --- | ------ |
| Defensor Sporting | Uruguay       | 2013-2014     | 43 | 17 | 11 | 15 | 70 | 60 | +10 | 48%    |
| Peñarol           | Uruguay       | 2016          | 8  | 3  | 0  | 5  | 13 | 15 | -2  | 38%    |
| Total carrera     | Total carrera | Total carrera | 51 | 20 | 11 | 20 | 83 | 75 | +8  | 46%    |